# Rio Sormonne
Sormonne é um rio localizado na França.